# 伊韦堂区
伊韦堂区是拉脱维亚塔爾西市鎮下辖的一个行政单位。堂区位于罗亚河的左岸，和卢贝堂区隔河相望；堂区的行政中心位于季尼杰雷村。

## 伊韦堂区内的城镇和村庄
- 季尼杰雷 - 堂区行政中心